# Mark Randall
Mark Christopher Randall (ur. 30 września 1967 w Edinie) – amerykański koszykarz, występujący na pozycji silnego skrzydłowego.
W 1986 wystąpił w meczu gwiazd amerykańskich szkół średnich McDonald’s All-American, został zaliczony do III składu Parade All-American.

## Osiągnięcia
Stan na 27 marca 2022, na podstawie, o ile nie zaznaczono inaczej.

### NCAA
- Mistrz NCAA (1988)
- Wicemistrz NCAA (1991)
- Uczestnik rozgrywek:
  - Sweet 16 turnieju NCAA (1987, 1988, 1991)
  - II rundy turnieju NCAA (1987–1991)
- Mistrz sezonu regularnego konferencji Big Eight (1991)
- Most Outstanding Player (MOP=MVP) turnieju NIT Season Tip-Off (1990)
- Zaliczony do:
  - I składu:
    - NCAA Final Four (1991 przez Associated Press)[4]
    - Big Eight (1991)

  - III składu All-American (1990 przez NABC)

### Reprezentacja
- Mistrz uniwersjady (1989)
- Wicemistrz igrzysk dobrej woli (1990)
- Brązowy medalista mistrzostw świata (1990)